# 滋賀県道513号葛籠尾崎大浦線
滋賀県道513号葛籠尾崎大浦線（しがけんどう513ごう つづらおざきおおうらせん）は、滋賀県長浜市を通る一般県道である。

## 概要
長浜市西浅井町菅浦から長浜市西浅井町大浦に至る。滋賀県道512号葛籠尾崎塩津線と合わせて、通称、奥琵琶湖パークウェイと呼び、かつては滋賀県道路公社の有料道路であった。
琵琶湖沿岸を臨むドライブコースであるが、冬期は葛籠尾崎塩津線へは、積雪のために閉鎖される。起点の接続路線である滋賀県道512号葛籠尾崎塩津線へは、つづら尾崎展望台の駐車場を経由するよう交通規制されている。

### 路線データ
- 起点：滋賀県長浜市西浅井町菅浦（滋賀県道512号葛籠尾崎塩津線起点）
- 終点：滋賀県長浜市西浅井町大浦（大浦交差点、滋賀県道557号西浅井マキノ線交点）
- 総延長：10.6 km

## 歴史
- 1968年（昭和43年）11月28日 - 認定。

## 路線状況

### 通称
- 奥琵琶湖パークウェイ

## 地理

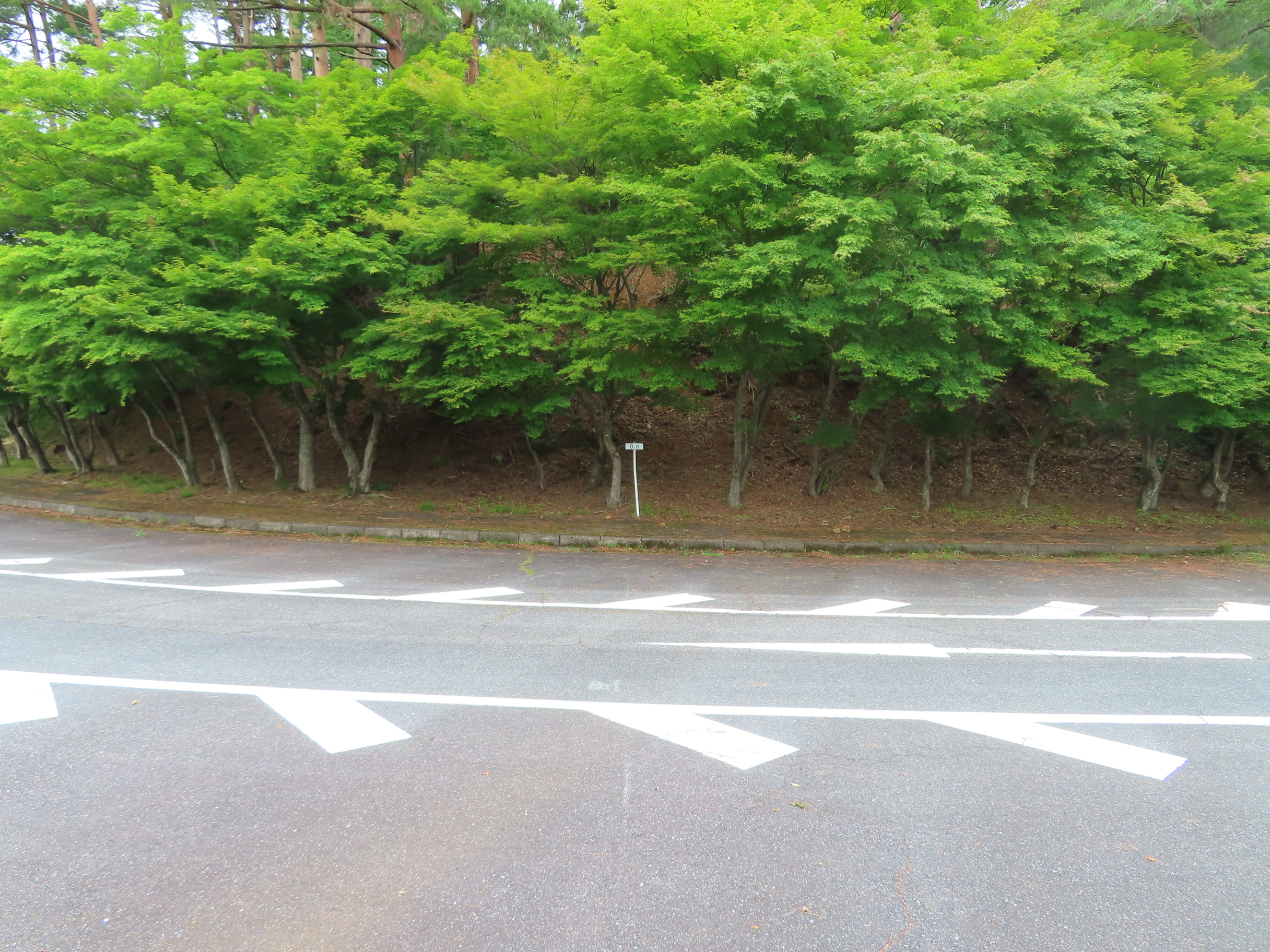
葛籠尾崎にある起点（2022年6月）

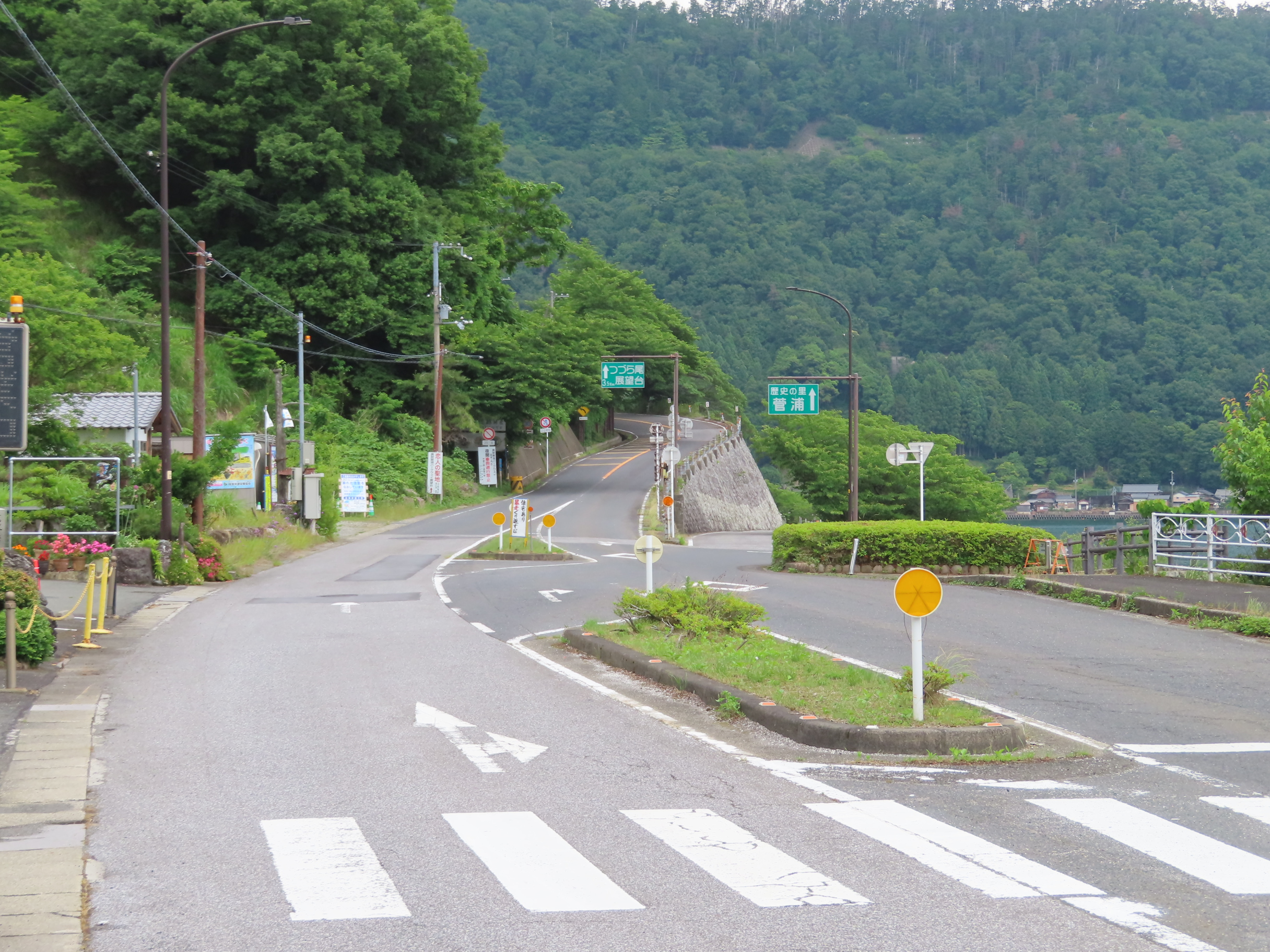
西浅井町菅浦（2022年6月）

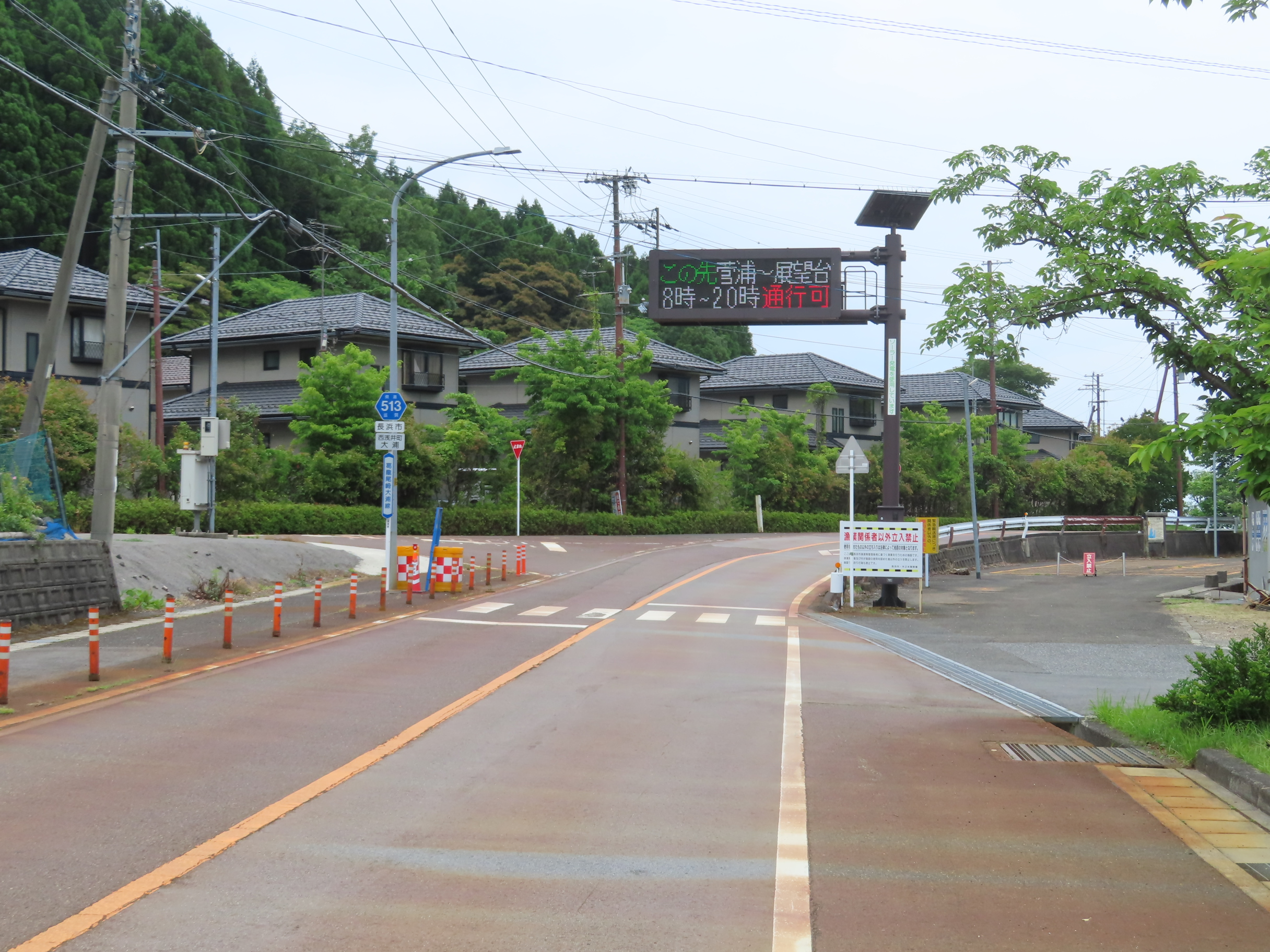
西浅井町大浦（2022年6月）

### 通過する自治体
- 長浜市

### 交差する道路
| 交差する道路                | 交差する場所 | 交差する場所      |
| --------------------------- | ------------ | ----------------- |
| 滋賀県道512号葛籠尾崎塩津線 | 西浅井町菅浦 | 起点              |
| 滋賀県道557号西浅井マキノ線 | 西浅井町大浦 | 大浦交差点 / 終点 |

### 沿線
- つづら尾崎展望台
- 須賀神社
- 長浜市立国民宿舎つづらお荘
- 西浅井大浦郵便局
- 琵琶湖